# Fantasy

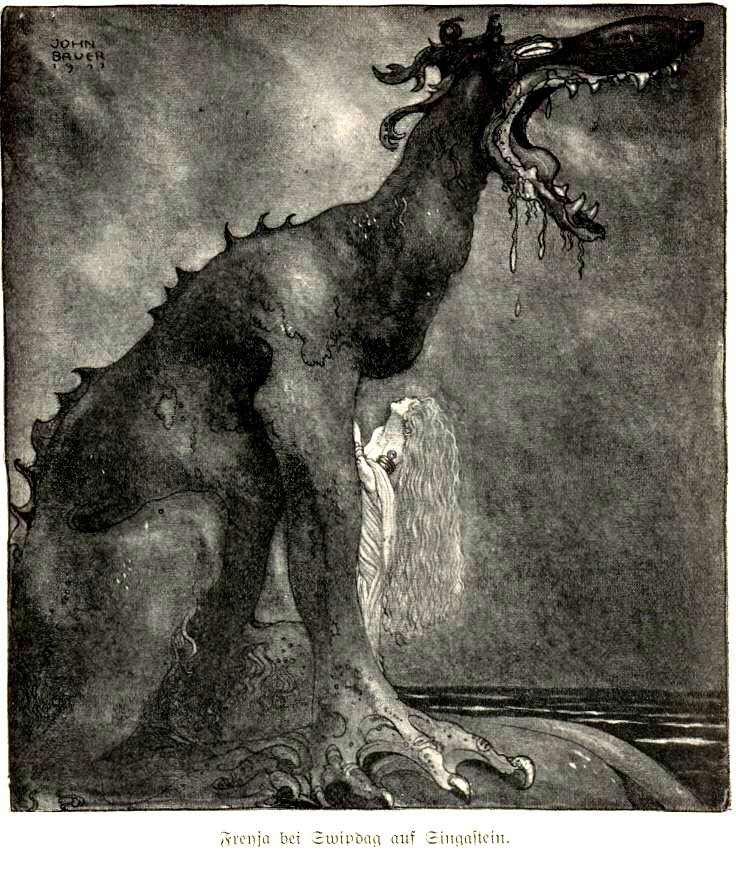
Svipdagr trasformato in drago, illustrazione del 1911 dello svedese John Bauer. Il genere fantasy affonda le sue radici nel folclore e nel mito.

Il fantasy (AFI: /ˈfantazi/, letteralmente "fantasia"; termine mutuato dalla lingua inglese) è un genere letterario sviluppatosi tra il XIX e il XX secolo entro la macro-categoria della letteratura fantastica (in lingua inglese speculative fiction, "narrativa speculativa"): nello specifico rientrano nel filone fantasy le opere di narrativa in cui sono portati in scena fenomeni magici e soprannaturali, sia ripresi dalla tradizione folklorica (per esempio creature mitologiche) sia creati appositamente dall'autore; tali opere possono svolgersi tanto in una versione fittizia della Terra dove la magia esiste, quanto in mondi immaginari appositamente creati.
Il fantasy si distingue dal genere contiguo della fantascienza per la diversa natura dell'elemento fantastico: in un'opera fantascientifica gli eventi immaginari sono presentati come gli esiti possibili di una scienza esatta o molle, mentre le situazioni del fantasy sono frutto di leggi naturali e discipline completamente fittizie; l'ibridazione fra i due generi è comunque possibile ed è classificata come science fantasy. Analoga distinzione sussiste fra fantasy e horror: anche la narrativa dell'orrore si basa su elementi sovrannaturali, ma li presenta necessariamente come violazioni macabre e perturbanti delle leggi di natura, laddove il fantasy presenta la magia come parte integrante di un ordine naturale distinto e separato da quello reale; anche in questo caso l'ibridazione è possibile ed è definita dark fantasy.
Il fantasy nacque come forma di letteratura di genere nella cultura anglofona, ma numerose opere di tale tipologia sono state prodotte anche in altri media: radio e musica, cinema e televisione, fumetti e librogame, giochi di società e videogiochi. Nelle arti figurative è rappresentato soprattutto dall'illustrazione legata al mercato editoriale.

## Storia
La presenza nella letteratura occidentale di fenomeni magici e meravigliosi risale alle mitologie delle varie religioni politeiste e in particolare alla loro sistemazione in poemi epici, come l'epopea di Gilgameš in ambito mesopotamico; l'Iliade e l'Odissea di Omero e l'Eneide di Virgilio nella tradizione greco-romana; il dittico composto da Rāmāyaṇa e Mahābhārata per la mitologia indiana; l'Edda di Snorri, l'Edda Poetica, il Nibelungenlied e il Beowulf per le varie tradizioni regionali della mitologia scandinava e germanica; il Mabinogion e i frammentari "cicli" irlandesi rispetto alla tradizione celtica.
Questo antico filone di narrativa fantastica si perpetuò nell'Europa del Pieno Medioevo con la tradizione dei romanzi cavallereschi, opere che inserivano elementi meravigliosi in trame di argomento superficialmente storico: in particolare, il ciclo carolingio ricostruiva approssimativamente la vita e le imprese reali di Carlo Magno, mentre il ciclo bretone, elaborato (fra gli altri) da Chrétien de Troyes, Wolfram von Eschenbach e Thomas Malory, ineriva le avventure completamente fittizie di re Artù e dei suoi cavalieri della tavola rotonda. Ai cicli arturiano e carolingio si ispirarono opere composte durante il Rinascimento italiano, tra cui il Morgante (1478-1483) di Luigi Pulci, l'Orlando innamorato (1483-1495) di Matteo Maria Boiardo e l'Orlando furioso (1516-1532) di Ludovico Ariosto, che a loro volta furono rielaborate in produzioni barocche quali la Gerusalemme liberata (1581) di Torquato Tasso, La regina delle fate (1590) di Edmund Spenser o il Don Chisciotte della Mancia (1605-1615) di Miguel de Cervantes.
Accanto a questa letteratura dotta, esisteva in tutto il continente anche una tradizione popolare di fiabe e favole, che trovarono espressione alta in innumerevoli raccolte di novelle d'autore: El Conde Lucanor (1330-1335) di Don Juan Manuel, il Decameron (1351) di Giovanni Boccaccio, i Racconti di Canterbury (1387-1388) di Geoffrey Chaucer, Lo cunto de li cunti (1634-1636) di Giambattista Basile, I racconti di Mamma Oca (1697) di Charles Perrault, la prima traduzione in lingua francese delle Mille e una notte a cura di Antoine Galland (1704).

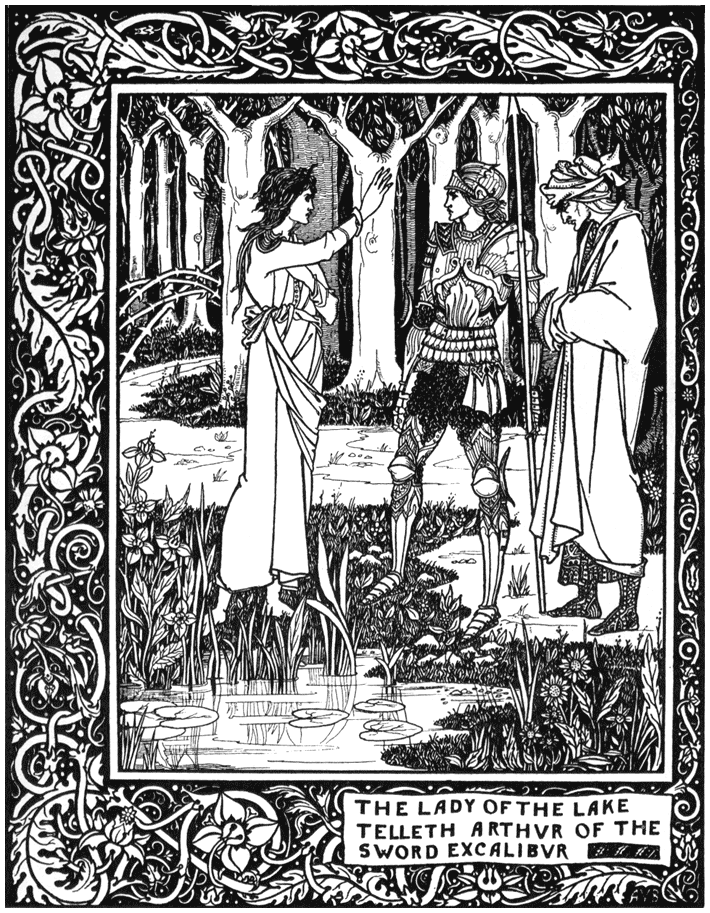
La morte di Artù, illustrazione di Aubrey Beardsley

Il passaggio dalla narrativa fiabesca e cavalleresca alla vera e propria letteratura speculativa si compì nel XVIII secolo, allorché la cultura illuminista codificò il genere del romanzo realistico e, di conseguenza, attribuì uno spazio letterario specifico alla narrativa fantastica, in quanto rappresentazione di fenomeni non reali presentati come possibili. Fu dunque nel Regno Unito di età georgiana che vennero composti i primi testi speculativi in senso moderno, fra cui I viaggi di Gulliver (1725-1736) di Jonathan Swift, un testo satirico che parodiava i memoriali di viaggio, Il castello di Otranto (1764) di Horace Walpole, primo esempio di romanzo gotico e dunque di narrativa dell'orrore, e il Frankenstein di Mary Shelley (1818), opera seminale della fantascienza.
Particolarmente importante in questo contesto fu il movimento romantico, che rispose al disagio sociale prodotto dalla Rivoluzione industriale con un rinnovato interesse per le tradizioni folkloriche pre-moderne; esemplari in tal senso furono i poemi epici Canti di Ossian (1760-1773) di James Macpherson, i Canti dell'Innocenza e dell'Esperienza (1794) di argomento mistico di William Blake o l'ode arturiana La Belle Dame sans Merci (1819) di John Keats, nonché, in ambito tedesco, le Fiabe del focolare (1812-1815) raccolte dai fratelli Grimm. Durante l'età vittoriana queste sperimentazioni, finalmente, si cristallizzarono nelle prime vere opere di letteratura fantasy, articolata sin dal principio in due filoni paralleli.
Da un lato, il recupero della fiaba popolare fu posto al servizio delle moderne teorie pedagogiche e risultò in romanzi fantasy dedicati all'infanzia, come Le avventure di Alice nel Paese delle Meraviglie (1865) e Attraverso lo specchio e quel che Alice vi trovò (1871) di Lewis Carroll, La principessa e i goblin di George MacDonald (1872), Il meraviglioso mago di Oz di Lyman Frank Baum (1900), Cinque bambini e la Cosa di Edith Nesbit (1902) e Peter Pan di James Matthew Barrie (1904). Dall'altro lato, il cenacolo artistico dei Preraffaelliti, guidato da Dante Gabriel e Christina Rossetti, sdoganò nelle arti figurative un gusto medievaleggiante che fu applicato alla prosa narrativa da William Morris, autore di romanzi cavallereschi inseriti in un progetto culturale luddista, mentre il già citato George MacDonald affiancò alle sue favole edificanti per l'infanzia dei romanzi allegorici di matrice calvinista: assieme La terra cava (1856) di Morris e Le fate dell'ombra (1858) di MacDonald rappresentarono dunque i primi romanzi fantasy concepiti per lettori adulti, sia per il loro elaborato posizionamento ideologico sia per l'ambientazione in articolati mondi immaginari del tutto distinti dal pianeta Terra – un espediente narrativo che li differenziava in modo precipuo dalla letteratura fantastica pre-industriale e li accomunava a molte opere precorritrici di fantascienza, come Flatlandia (1884) di Edwin Abbott Abbott.

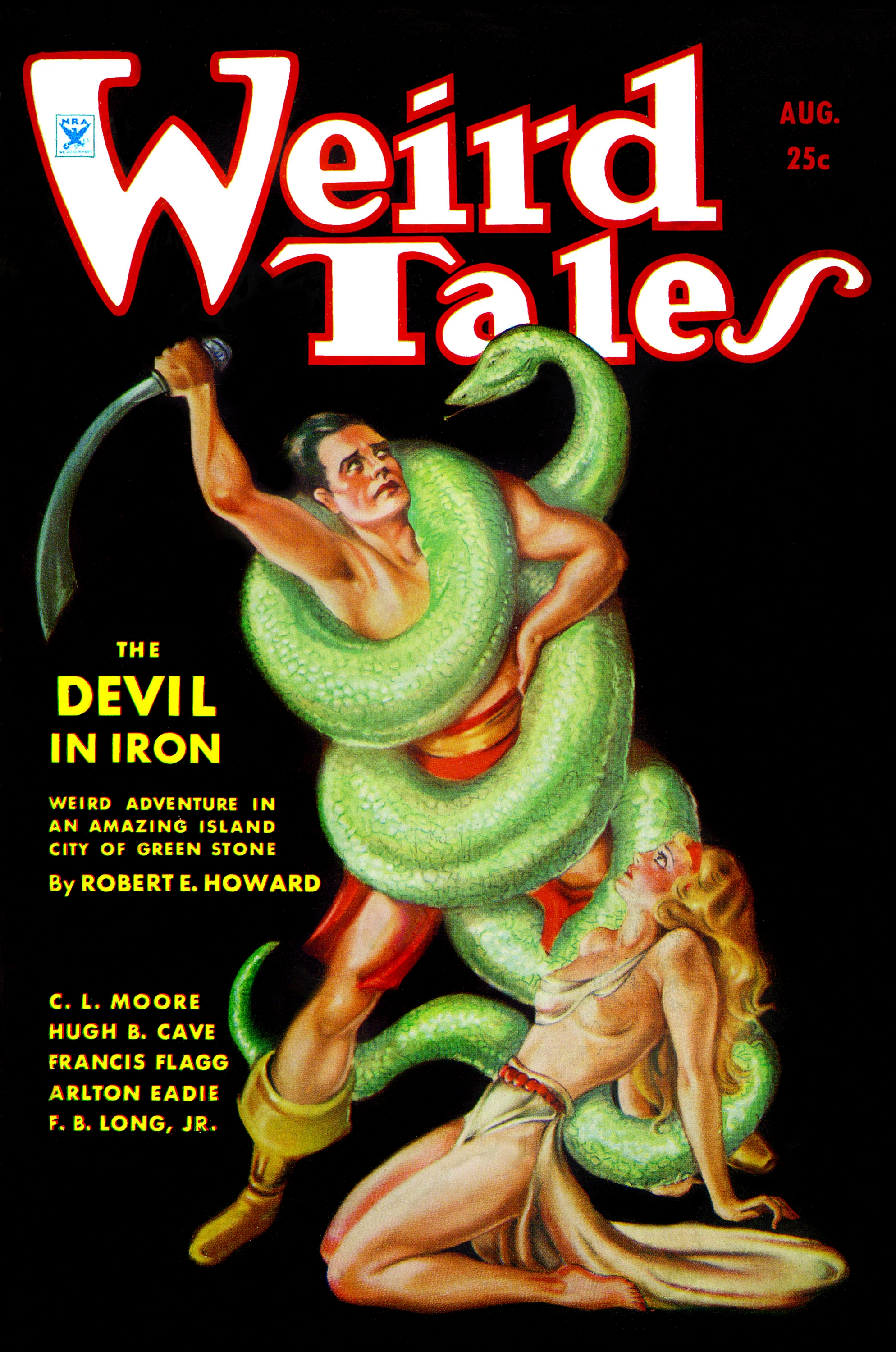
Copertina di Weird Tales (agosto 1934) che illustra "Il diavolo di ferro", un racconto di Conan il Cimmero

All'inizio del Novecento il testimone di Morris e MacDonald fu raccolto dal letterato irlandese Lord Edward Plunkett di Dunsany: nella prima metà del secolo egli compose numerose antologie di fiabe e novelle (a partire da The Gods of Pegana, 1905), un certo numero romanzi (in particolare La figlia del re degli Elfi, 1924) e un ciclo di fantasy contemporaneo dedicato a Joseph Jorkens (1932-1957), nei quali delineò complesse cosmogonie e variegati scenari sospesi fra l'avventuroso e il fantasmagorico. Tale fu il successo di Lord Dunsany che nel periodo interbellico sorse un consistente panorama britannico di autori fantasy, fra i quali Eric Rücker Eddison compose Il serpente Ouroboros (1922), un'epica bellica di ispirazione barocca; Hope Mirrlees sviluppò in Lud-in-the-Mist (1926) un fantasy urbano di contenuto investigativo e satirico; John R. R. Tolkien concepì Lo Hobbit (1937) come parte di un più vasto progetto di creazione di lingue artificiali; Terence Hanbury White strutturò La spada nella roccia (1938) come parodia della tradizione arturiana; Mervyn Peake reinterpretò la tradizione gotica nella trilogia di Gormenghast (1946-1959).
Le opere di Lord Dunsany vennero inoltre pubblicate anche negli Stati Uniti d'America ed ebbero un'influenza immediata sugli autori di pulp magazine, le riviste statunitensi di narrativa di genere: sulle pagine di Argosy Edgar Rice Burroughs pose le basi del planetary romance con Sotto le lune di Marte (1911-1912), mentre Abraham Merritt si specializzò nella narrativa di civiltà perdute con Il pozzo della Luna (1919); Robert Ervin Howard creò per Weird Tales il sottogenere heroic fantasy, esemplificato dai suoi cicli interconnessi di Kull di Valusia (1929-1930) e Conan il Cimmero (1932-1936), dalla saga di Jirel di Joiry (1934-1939) di Catherine Lucille Moore e dai racconti di Hyperborea (1931-1958) di Clark Ashton Smith; su Unknown apparvero invece le avventure di Fafhrd e il Gray Mouser (1939-1988) di Fritz Leiber e quelle dell'Incantatore incompleto (1940-1954) composte da Lyon Sprague de Camp e Fletcher Pratt. Autori statunitensi non legati all'ambiente delle riviste furono invece James Branch Cabell con il romanzo picaresco Jurgen (1919), Charles Grandison Finney con il seminale dark fantasy Il circo del Dr. Lao (1934) ed Evangeline Walton con il fantasy mitologico L'isola dei potenti (1936).

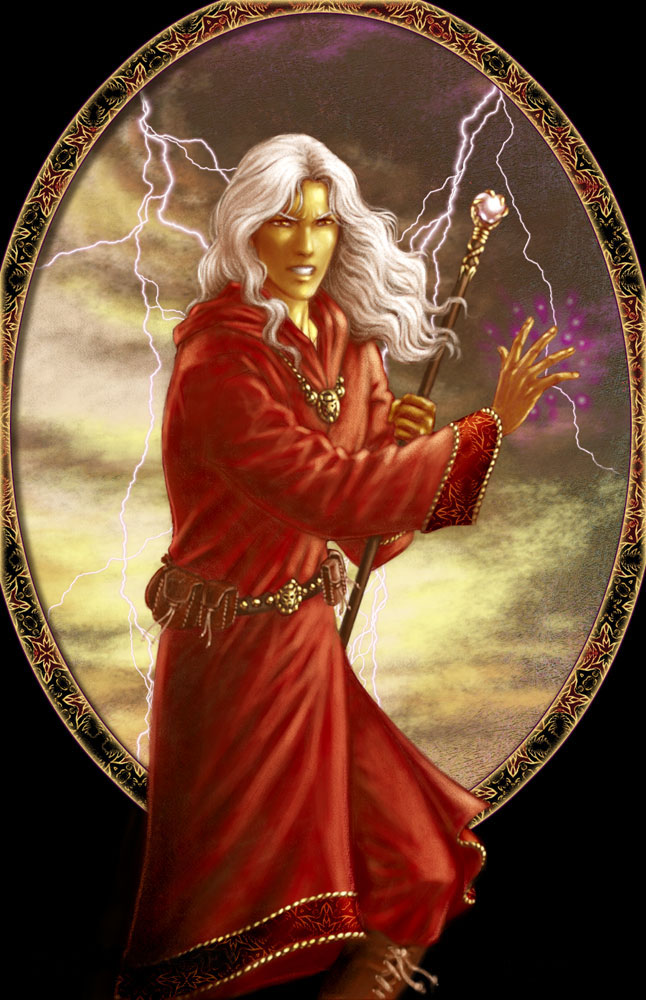
Il mago Raistlin Majere, uno dei protagonisti della saga di Dragonlance

Nell'immediato Dopoguerra il panorama editoriale statunitense fu dominato da opere science fantasy spesso edite sulla rivista The Magazine of Fantasy and Science Fiction, fra le quali spiccarono Il mondo oscuro (1946) di Henry Kuttner, Tre cuori e tre leoni (1953) e La spada spezzata (1954) di Poul Anderson, il Ciclo della Terra morente (1950-1984) di Jack Vance (archetipo del sottogenere omonimo) e le antologie di Ray Bradbury Le auree mele del sole (1953) e Paese d'ottobre (1955); frattanto nel Regno Unito Tolkien diede alle stampe il suo secondo romanzo, Il Signore degli Anelli (1954-1955), che gli valse una candidatura al Premio Nobel per la letteratura e pose le basi del sottogenere high fantasy assieme a Le cronache di Narnia (1950-1956) di Clive Staples Lewis; il grande successo commerciale di Tolkien provocò un'autentica fioritura della letteratura fantasy, che numerosi scrittori sia europei sia nordamericani vollero sviluppare in direzioni inedite. Indubbiamente una fetta consistente di questi romanzieri imitò in modo anche pedissequo la poetica di Tolkien, a partire da Terry Brooks fino ad arrivare a Robert Jordan, ma molti altri si dedicarono all'elaborazione di nuove forme narrative: è il caso del science fantasy femminista di Andre Norton e Marion Zimmer Bradley, dei romanzi di costume di Ursula K. Le Guin ed Ellen Kushner, della giallistica di Randall Garrett e Steven Burst, della parodia letteraria di Terry Pratchett, delle favole macabre di Tanith Lee, dei romanzi ucronici di Brian Stableford e Tim Powers, del fantasy urbano di Charles de Lint e Neil Gaiman.
Dalla seconda metà degli anni Novanta in poi parte della letteratura fantasy ha adottato come pubblico di riferimento i lettori adolescenti e si è specializzata nella forma del romanzo di formazione; entro questo filone hanno avuto grande successo l'eptalogia di Harry Potter (1997-2007) di J. K. Rowling, il Ciclo dell'eredità (2003-2011) di Christopher Paolini e la pentalogia di Percy Jackson e gli dei dell'Olimpo (2005-2009) di Rick Riordan; di pari passo è emerso nelle produzioni per adulti un gusto cinico e cruento, esemplificato dalle Cronache del ghiaccio e del fuoco (1996-in corso) di George R. R. Martin, dal Libro di Malazan dei Caduti (1999-2011) di Steven Erikson e dalla trilogia della Prima Legge (2006-2008) di Joe Abercrombie. Una terza corrente, affermatasi negli anni Duemila, è l'ibridazione fra forme diverse di narrativa fantastica, già anticipata nelle opere di Roger Zelazny, Michael Moorcock e Stephen King ed espressa dalle correnti letterarie dette slipstream, new weird e bizarro fiction; fra i loro esponenti si registrano Jeff VanderMeer, Michael Swanwick, China Miéville, Carlton Mellick III, Mary Gentle, Clive Barker, Philip Pullman, Steph Swainston, Susanna Clarke e Alan Campbell.
È degno di nota che la letterata spagnola Ana María Matute (1925-2014), candidata tre volte al Nobel per la letteratura, fosse di fatto un'autrice di fantasy mitico.

## Il fantasy in italiano
Dopo la grande fioritura di poemi cavallereschi nel Rinascimento, il filone fantastico della letteratura italiana andò man mano esaurendosi: in età barocca i poemi narrativi L'Adone (1623) di Giovan Battista Marino e La secchia rapita (1622-1630) di Alessandro Tassoni e il romanzo in prosa Calloandro (1640-1653) di Giovanni Ambrogio Marini riscossero un successo effimero; a fine Seicento l'Accademia dell'Arcadia promosse una riproposizione leziosa e meccanica di motivi della mitologia greca, a scapito di invenzioni originali; nel pieno Settecento il gusto arcadico finì per imporsi anche entro il movimento neoclassico, in particolare con i melodrammi di Pietro Metastasio. Di conseguenza l'illuminismo italiano, focalizzato sul ruolo civile degli uomini di cultura, nutrì scarsa considerazione, se non esplicito disprezzo, per la letteratura "disimpegnata" d'argomento mitologico, e tale atteggiamento fu ereditato dal romanticismo italiano, più interessato all'indagine storico-politica sul Medioevo che a quella puramente folklorica. È indicativo in tal senso che le maggiori opere di argomento mitologico o fiabesco del primo Ottocento vennero non da autori romantici, bensì da scrittori di formazione classica ispirati dal filosofo Giambattista Vico (anziché dall'Arcadia): Ugo Foscolo con l'Inno alle Grazie (1827) e Giacomo Leopardi con le Operette Morali (1824-1834).
Bisognò attendere il pieno Ottocento perché gli esiti fantastici del romanticismo anglofono giungessero in Italia attraverso la mediazione del decadentismo francese: gli scapigliati Arrigo Boito e Igino Ugo Tarchetti inaugurarono un filone di narrativa dell'orrore battuto poi anche da Matilde Serao e Luigi Capuana; Ippolito Nievo, Carlo Dossi, Emilio Salgari, Ulisse Grifoni, Yambo e altri autori posero le basi di una fantascienza italiana; Le avventure di Pinocchio. Storia di un burattino di Carlo Collodi (1883) e Le novelle della nonna. Fiabe fantastiche (1893) di Emma Perodi introdussero nel paese il fantasy per l'infanzia; in età fascista Massimo Bontempelli e Alberto Savinio composero testi di realismo magico ispirati dal surrealismo francese e potenzialmente classificabili come fantasy per adulti, quali La scacchiera davanti allo specchio (1922) o La casa ispirata (1925); infine, a partire dalla fine della Seconda Guerra Mondiale furono man mano pubblicati racconti fantastici di Dino Buzzati, Italo Calvino, Tommaso Landolfi e Giorgio Manganelli, oltre ai romanzi di Guido Morselli, pubblicati postumi a partire dagli anni '70.
Questa tradizione di letteratura fantastica italiana, comunque, si dovette sviluppare in autonomia per buona parte del Novecento, in quanto l'embargo fascista sull'arte estera impediva un confronto diretto con la tradizione angloamericana, che stava vivendo la sua "epoca d'oro"; questo ritardo storico fu recuperato solo fra i tardi anni Cinquanta e i pieni Settanta grazie alla seminale antologia Le meraviglie del possibile (1959) edita da Giulio Einaudi Editore, cui fecero seguito le riviste Urania di Mondadori, Galassia de La Tribuna, Cosmo di Ponzoni e Nova SF* di Libra, fino alle collane di narrativa economica di Editrice Nord e Fanucci Editore; in particolare fu la traduzione delle opere di John Tolkien, a cura di Adelphi e Rusconi, a innescare l'interesse per il fantasy per adulti. Questo rinnovato contatto con la cultura d'Oltremanica fece dunque emergere un fantasy italiano direttamente ispirato dai modelli anglofoni, che da quel momento esistette in parallelo alla traduzione "autoctona" espressa da Buzzati, Calvino, Landolfi eccetera; i primissimi esponenti di questa nuova corrente furono Gianluigi Zuddas con il Ciclo delle Amazzoni (1978-1984) e Giuseppe Pederiali con la trilogia Le città del diluvio (1978), Il tesoro del Bigatto (1980) e La Compagnia della Selva Bella (1982).
Tra gli autori italiani di fantasy contemporanei si possono citare, nel fantasy per pubblico adulto: Rita Arcidiacono, Alberto De Stefano, Valerio Evangelisti, Francesco Dimitri, Alan D. Altieri, Mariangela Cerrino, Luca Tarenzi, Fabiana Redivo, Donato Altomare, Alessandro Forlani, Anna Vivarelli; nel fantasy per l'infanzia, Silvana De Mari, Moony Witcher, Licia Troisi, Cecilia Randall, Luca Centi, Francesco Falconi, Egle Rizzo, Paola Zannoner e Pierdomenico Baccalario. Tra gli autori normalmente dediti alla narrativa realistica che si sono cimentati con successo anche con il fantasy si ricordano invece Michele Mari, Laura Pugno, Vanni Santoni e Antonio Scurati. Per quanto riguarda la saggistica sul tema alcune analisi di rilievo vengono da Gianfranco de Turris, Marco Paggi, Paolo Gulisano, Franco Cardini, Mario Polia; va inoltre rimarcato il ruolo aggregativo della testata FantasyMagazine, attiva dal 2003.
Va comunque registrato che fino alla seconda metà del Novecento la critica letteraria italiana ha dedicato scarsa attenzione alla narrativa speculativa: nel primo Novecento l'élite culturale italiana aderiva in massa alla dottrina estetica rigidamente realista di Benedetto Croce e non recepì le proposte in senso contrario mosse da D'Annunzio, Gozzano e Gramsci, pertanto tese a ignorare la pur fiorente tradizione autoctona, derubricandola a mera narrativa di consumo; secondo Antonio Scurati tale pregiudizio sarebbe peraltro figlio di un più ampio pregiudizio contro il romanzo in sé. Questa chiusura è parzialmente venuto meno solo negli anni Duemila grazie alle riduzioni cinematografiche de Il Signore degli Anelli, al successo globale di Harry Potter e alla vasta diffusione del genere fantasy nei media audiovisivi e ludici.
Secondo il critico e biografo di Tolkien Edoardo Rialti, gli snodi cruciali della storia del fantasy italiano moderno sono il lavoro di apripista di Alan Altieri, il successo commerciale di Licia Troisi con le Cronache del mondo emerso, le opere di Francesco Dimitri, su tutte Pan, che per prime hanno definito uno stile non derivativo per il fantasy italiano, e la saga Terra ignota di Vanni Santoni, che ha saldato il filone popolare di matrice anglosassone con la più antica tradizione italiana di fantastico colto.

## Il fantasy nei media ludici
Negli anni Settanta i designer di giochi di società Gary Gygax e Dave Arneson pubblicarono per l'editore Tactical Studies Rules Dungeons & Dragons, il primo esempio commerciale di gioco di ruolo, e lo tematizzarono con un'ambientazione ibrida fra high fantasy e heroic fantasy; data l'influenza di Dungeons & Dragons sui media ludici nel loro complesso, l'estetica fantasy si è rapidamente diffusa dai giochi di ruolo anche nei giochi da tavolo (per esempio Kingsburg), nei wargame tridimensionali (Warhammer Fantasy) e nei videogiochi derivati dal gioco di ruolo cartaceo, quali i videogiochi d'avventura (LOOM, Dragonsphere), i veri e propri videogiochi di ruolo a giocatore singolo (Final Fantasy, The Elder Scrolls), i videogiochi di ruolo online nelle forme di MUD e MMORPG (Dark Age of Camelot, World of Warcraft) e in parte i videogiochi di strategia (Fire Emblem, Heroes of Might and Magic). Va inoltre rimarcato che molti giochi a tema fantasy sono accompagnati da romanzi di merchandise appositamente commissionati, per esempio nel franchise di Dungeons & Dragons si distinguono la saga di Dragonlance, scritta principalmente da Margaret Weis e Tracy Hickman, o il ciclo dei Forgotten Realms di R. A. Salvatore. Un caso di romanzo adattato con successo in videogioco è invece rappresentato dalla Saga di Geralt di Rivia composta da Andrzej Sapkowski, che, già celebre in area slava, ha raggiunto un successo globale grazie al sequel videoludico The Witcher.
I giochi di ruolo a tema fantasy hanno contribuito ad alimentare la popolarità del genere e gli hanno conferito una natura intrinsecamente transmediale.

## Sottogeneri
- Bangsian fantasy
- Bizarro fiction
- Dark fantasy
- Fantastoria
- Fantasy contemporaneo
  - Elfpunk
  - Paranormal romance
  - Urban fantasy
  - Fantasy mitico
- Fantasy fiabesco
- Fantasy medievale
- Fantasy mitologico
  - Mythpunk
- Fantawestern o weird western
- Fantasy romantico
- Fantasy storico
- Fantasy umoristico
- High fantasy o fantasy epico
- Juvenile fantasy
- Low fantasy
- Med-fantasy
- New Weird
- Realismo magico
- Science fantasy
  - Steampunk fantasy o steamfantasy
  - Sword and planet
- Slipstream

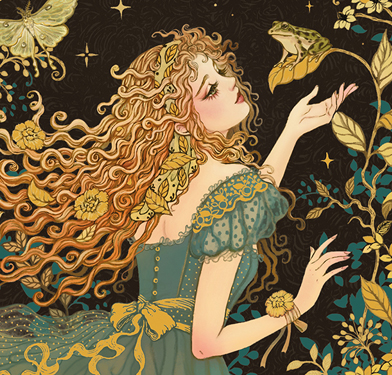
A Dança da Floresta, scritto da Juliet Marillier e illustrato da Janaina Medeiros per un'edizione portoghese di Wildwood Dancing

- Sword and sorcery o fantasy eroico[17]